# AA Argentinos Juniors
Asociación Atlética Argentinos Juniors jest argentyńskim klubem piłkarskim z Buenos Aires. Znany jest z tego, że w nim pierwsze kroki stawiał Diego Maradona. Pierwotnie klub nazywał się Martires de Chicago – Męczennicy z Chicago – na cześć robotników zastrzelonych podczas demonstracji w Chicago w 1886 roku.

## Osiągnięcia
- Mistrzostwo Argetyny: 1984 Metropolitano, 1985 Nacional, Clausura 2010

Uwaga: W latach 1967–1985 mistrzostwa Argentyny były rozgrywane dwa razy do roku w formule Metropolitano i Nacional, a od sezonu 1991/92 są rozgrywane dwa razy do roku w formule Apertura (otwierające: sierpień – grudzień) i Clausura (zamykające: luty – lipiec).
- Copa Libertadores: 1985
- Copa Interamericana: 1985